# آمریکایی شدن امیلی
آمریکایی شدن امیلی (به انگلیسی: Americanization of Emily) یک فیلم جنگی و عاشقانه سیاه‌وسفید بریتانیایی-آمریکایی محصول سال ۱۹۶۴ به نویسندگی پدی چایفسکی، تهیه‌کنندگی مارتین رانسوهوف، کارگردانی آرتور هیلر با بازی جیمز گارنر، جولی اندروز، ملوین داگلاس و جیمز کابرن است. فیلمنامه چایفسکی از رمانی به همین نام در سال ۱۹۵۹ اثر ویلیام برادفورد هوی، که در طول تهاجم اورلرد بود، اقتباس شد. داستان فیلم در لندن در طول جنگ جهانی دوم در هفته‌های منتهی به پیاده‌سازی در نرماندی در سال ۱۹۴۴ می‌گذرد.

## داستان
جنگ جهانی دوم. «چارلی مدیسن» (گارنر)، ناخدا سوم آمریکایی که در انگلستان زندگی آرامی را می‌گذارند، با بیوهٔ انگلیسی جوانی به نام «امیلی» (اندروز) آشنا می‌شود و با او قرار ازدواج می‌گذارد. اما او را به مأموریت خطرناکی می‌فرستند به این امید که نخستین فردی که در اوماهای نورماندی کشته می‌شود یک «سرباز» نیروی دریایی باشد…